# Bracon guyanensis
Bracon guyanensis är en stekelart som beskrevs av Dalla Torre 1898. Bracon guyanensis ingår i släktet Bracon och familjen bracksteklar. Inga underarter finns listade.